# Марата (окръг Фамагуста)
Мара̀та (на гръцки: Μαράθα; на турски: Muratağa) е село в Кипър, окръг Фамагуста. Според статистическата служба на Северен Кипър през 2011 г. селото има 51 жители.
Де факто е под контрола на непризнатата Севернокипърска турска република.